# ویلیام براون‌ریگ

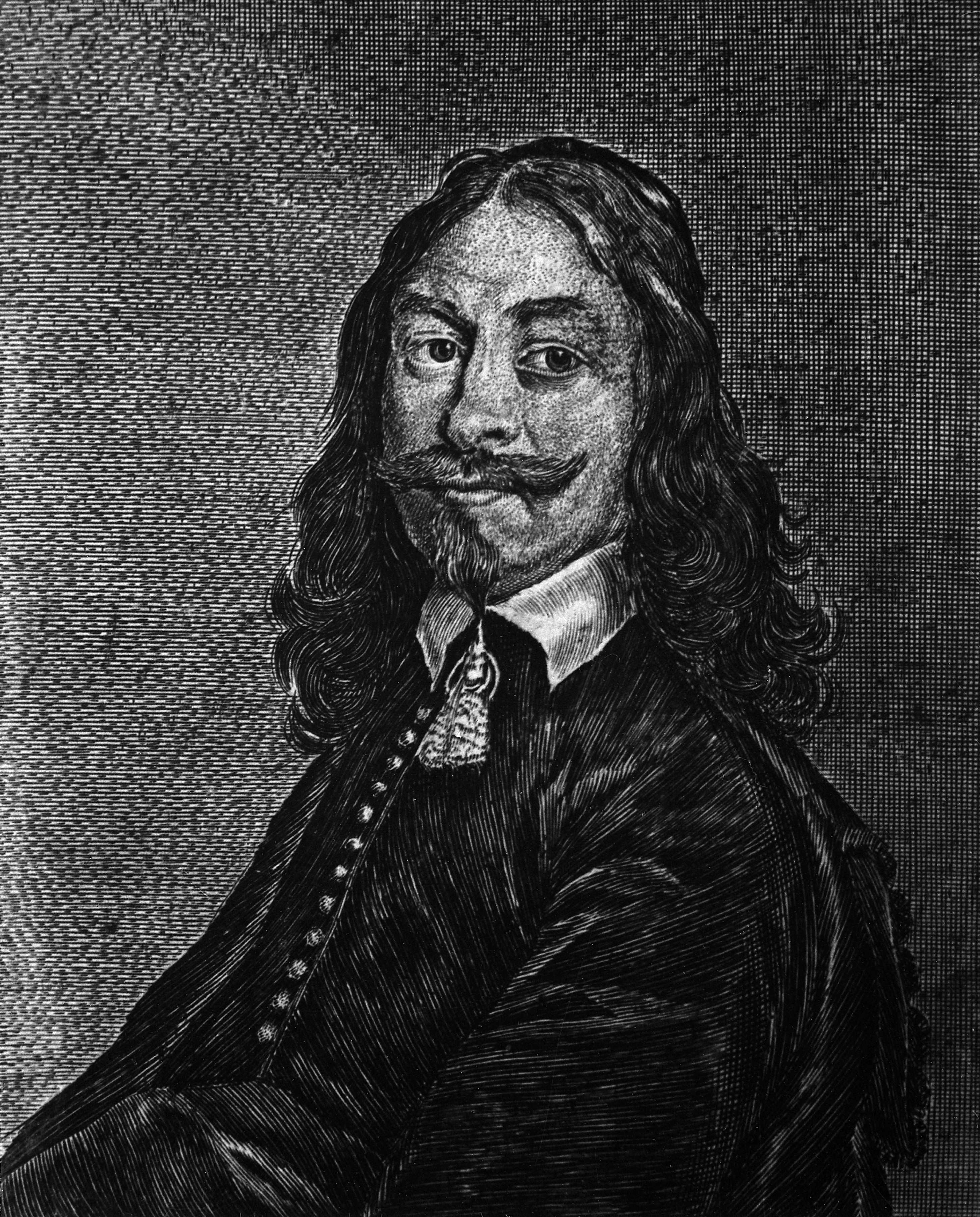
پرتره زندگی‌نامه نویس از ویلیام برونریگ در کتابخانه و موزه عمومی وایتهاون.

ویلیام برونریگ (۲۴ مارس ۱۷۱۲ [تاریخ سبک قدیم: ۱۳ مارس ۱۷۱۱]‏ - ۶ ژانویه ۱۸۰۰)، پزشک و دانشمند بریتانیایی بود که در وهیتهاون در کامبرلند مشغول به کار بود. او در آنجا آزمایش‌هایی را انجام داد که منجر به کسب مدال کاپلی برای او در ۱۷۶۶ میلادی به دلیل کارهایش در زمینه گاز کربنیک اسید شد. او اولین شخصی بود که پلاتین را به عنوان عنصر جدیدی شناسایی نمود.
وی مبدل به همکار انجمن سلطنتی شد.

## اوان زندگی و تحصیلات
او در «های کلوز هال»، نزدیک پلامبلند بدنیا آمد. وی فرزند یکی از اصیل زادگان محلی با عنوان جورج برونریگ بود. مادر ویلیام به نام «مری برونریگ»، اهل ایرلند بود.
ویلیام در لاتین و یونانی و توسط روحانی محلی، از سن ۱۳ سالگی تحت تعلیم قرار داشت و تا ۱۵ سالگی کاراموز داروسازی در کارلایل، کامبریا بود. سپس دو سال را به مطالعه تحت نظر جراحی در لندن، قبل از نقل مکان به دانشگاه لیدن سپری نمود، در آنجا تحت نظر هرمان بورهاوه، گریوسند، وان روین و آلبینوس به مطالعه می‌پرداخت. او در ۱۷۳۷ میلادی با تزی تحت عنوان «De Praxi Medica Ineunda» فارغ‌التحصیل گشت، تز او در رابطه همان محیط بود که در آن متخصصین بالینی به امر طبابت می‌پرداختند. او درجه دکترای پزشکی (MD) خود را نیز کسب نمود.

## حرفه پزشکی
برونریگ به بریتانیا بازگشت و پزشکی را تحت نظر پزشکی به نام ریچارد سنهاوس در وایتهاون تعلیم دید. سنهاوس مدت کوتاهی پس از آن در گذشت و این مسئله موجب شد تا برونریگ مبدل به پزشک اصلی در آن ناحیه، طی سال‌های طولانی پس از آن شود. پرونده‌های بیماران او طی سال‌های ۱۷۳۷–۱۷۴۲ میلادی باقی مانده و اخیراً رونوشت برداری شده‌است. این دفتر شامل توصیفات مربوط به بیمارانش و درمان‌های او بر روی آن بیماران بوده و شامل برخی از قدیمی‌ترین مراجع انگلیسی در زمینه تب نفاسی می‌باشد.
در ۱۷۴۱ میلادی، برونریگ با مری اسپدینگ ازدواج نمود. پدر و عموی مری در امر تجارت ذغال سنگ مشغول به کار بودند که متعلق به جیمز لوثر بود. جیمز لوثر وایتهاون را مبدل به بندر تجاری عمده و مهمی کرده بود. این مسئله موجب شده بود که نفوذ محلی ویلیام ارتقاء یافته و همچنین علاقه‌مندی وی را در زمینه سلامت و رفاه معدنچیان را افزایش داده بود.
سپس در ۱۷۷۱ میلادی، با تهدید اپیدمی از سوی اروپا، برونریگ که در زمینه شیوع تیفوس در وایتهاون پیش از آن مطالعه کرده بود، مقاله ای را منتشر نمود با این عنوان: «تأملاتی پیرامون روش‌های شیوع طاعون و قلع و قم کردن آن در مکان‌های آلوده»

## دانشمند
علاقه او در حوزه پزشکی منجر شد تا در زمینه گازهایی که معدنچیان استنشاق می‌کنند تحقیق کند، این گازها شامل فایر دمپ (متان) و چوک دمپ (هوای فاقد اکسیژن) بود. کارلیسل اسپدینگ کمک کرد تا آزمایشگاهی جهت برونینگ ساخته شود و گازهای معادن ذغالسنگ آن حوالی را از طریق لوله‌کشی به این آزمایشگاه برد. برونینگ روش]ایی را جهت جمع‌آوری و انتقال گازها توسعه داد و برای جیمز لوتری کیسه‌های پر از گازی فراهم نمود تا آن‌ها را به جامعه سلطنتی نشان دهد، کاری که باعث شد برونریگ عضوی از این جامعه گردد.
آزمایش‌های او بر روی گازها ادامه یافت و پس بازدید از چشمه آب گرم در آلمان به گازهای موجد در آب‌های معدنی علاقه‌مند گردید. سپس مقاله ای منتشر نمود که منجر به کسب جایزه افتخار آمیز کاپلی در ۱۷۶۶ برایش شد، عنوان این مقاله چنین بود: «بررسی تجربی در رابطه با طبیعت جان ارتجاعی معدنی یا هوای درون آب پوهون و سایر مواد اسیدی»

### کشف پلاتین
در ۱۷۴۱، خویشاوند برونریگ به نام چارلز وود، یک متالورژی‌دان بریتانیایی، نمونه‌های متعددی را در پراتین کولومبیایی در کامائیکا یافت. سپس او این نمونه‌ها را برای تحقیق بیشتر به نزد برونریگ فرستاد. در ۱۷۵۰ میلادی، پس از مطالعه پلاتینی که وود برای فرستاده بود، برونریگ توصیف دقیق و مفصلی در مورد فلز کشف شده را به انجمن سلطنتی ارسال نمود و بیان کرد که در توصیفات علمی پیشین از مواد معدنی شناخته شده، توصیف مشابهی برای آن نیافته‌است. برونریگ آزمایش‌های برونریگ را یادداشت کرده و خود نیز آزمایشهای دیگری انجام داد. او اولین شخصی بود که این ماده را به عنوان عنصر جدیدی شناخت و توجه انجمن سلطنتی را بدان جلب نمود و سایر دانشمندان را تشویق به شروع تحقیق بر روی آن نمود.

### ساخت نمک
همچنین برونریگ رساله عمده‌ای را در رابطه با ساخت نمک تولید کرد. او امیدوار بود که بتواند تولید داخلی نمک را ارتقاء دهد و هم موجب خودکفایی بریتانیا در این منبع با ارزش شده و هم موجب ارتقاء ماهیگیری و اقتصاد در بریتانیا و آمریکا گردد. از با کیفیت‌ترین نمک‌ها، «نمک خلیج» بود که در فرانسه و اسپانیا تولید می‌شد؛ اینها دوتا از قدرت‌های اروپایی بودند که احتمال جنگ بینشان در قرن هجدهم میلادی وجود داشت. هنگامی که مقاله‌ای در ژوئن ۱۷۴۸ میلادی در جامعه سلطنتی قرائت شد که پیرامون کتاب او نگاشته شده بود (درحالی که مذاکراتی همزمان در حال انجام بود که منجر به پیمان اکس لا شاپل شده و موجب پایان جنگ جانشینی اتریش گردید)، آن مقاله به عنوان مهم‌ترین مقاله قرائت شده در انجمن طی پنجاه سال اخیر در نظر گرفته شد.

### فرانکلین
در ۱۷۷۱ میلادی، بنجامین فرانکلین، به همراه سر جان پرینگل در تور بریتانیا قرار داشت. سر جان پرینگل به او پیشنهاد کرد تا با ویلیام برونریگ ملاقات کند. فرانگلین در خانه برونریگ در ارماتویت در بخش دریاچه اقامت گزید و یک کپی امضاء شده از کتاب او در زمینه نمک به او معرفی گردید. فرانگلین آزمایش او در رابطه با افزودن روغن به سطح آب در «درونت واتر» را اثبات نمود تا جنجال‌ها را بخواباند. سپس با برونریگ در رابطه با آن موضوع ارتباط برقرار کرد و منجر به تولید مقاله ای دیگر برای جامعه سلطنتی شد.

## سایر علاقه‌مندی‌ها
برونریگ یک تاجر و همچنین پزشک و دانشمند بود. او با آنتونی بیکن اهل وایتهاون در ۱۷۶۵ میلادی همکاری کرد تا صنعت آهن را در ویلز توسعه داده و منجر به توسعه مرثر تیدویل شد، بخصوص موجب توسعه Cyfarthfa Ironworks گردید. او همچنین سهمی از طناب بافی «جان اسپدینگز» را به ارث برد و در «Keswick Turnpike Trust» سرمایه‌گذاری نمود.
با بازنشستگی‌اش در ارماتویت، علاقه‌مند به ارتقاء کشاورزی محلی گشت و در زمینه مواد معدنی مطالعه کرده و توماس وست را به نوشتن «راهنای دریاچه‌ها» تشویق نمود. این کتاب اولین راهنمای «لیک دیستریکت» بود. او چندین موقعیت اجتماعی شامل دادستانی، جستجوگر جواز ثبت اختراع در پورت کارلیسل و دریافت کنندهٔ عمومی مالیات‌های دولتی برای کامبرلند و وستمورلند بود.
برونریگ در ۱۸۰۰ میلادی فوت کرد و در کلیسای کورستویت دفن شد، تابوت او توسط سه بارونت و سایر محترمین محلی حمل گردید. زندگی‌نامه نویس و دوستش به نام جاشوا دیکسون حس کرد که اهمیت و توانایی‌های او مورد چشم پوشی قرار گرفته و علت آن را فروتنی و اجتناب از خروجی از شهرستان خانگی خود در کامبرلند طی روزگار پایانی عمرش می‌دانست.